# Sabanejewia romanica
Sabanejewia romanica és una espècie de peix de la família dels cobítids i de l'ordre dels cipriniformes.

## Morfologia
- Els mascles poden assolir 10,5 cm de llargària total i les femelles 12.[3][4]

## Hàbitat
Viu en zones de clima temperat entre 10 °C - 18 °C de temperatura.

## Distribució geogràfica
Es troba a alguns afluents del riu Danubi a Romania.